# 그들은 태양을 쏘았다
"그들은 태양을 쏘았다"는 한국에서 제작된 이장호 감독의 1981년 드라마, 범죄 영화이다. 박일 등이 주연으로 출연하였고 이재훈 등이 제작에 참여하였다.

## 출연

### 주연
- 박일
- 이영호

### 조연
- 방희
- 이경실

## 기타
- 조명: 김강일